# Piedmont (Kalifornien)
Piedmont ist eine Stadt in Alameda County im US-Bundesstaat Kalifornien mit 11.270 Einwohnern (Stand: 2020). Sie liegt auf der östlichen Seite der Bucht von San Francisco. Die Stadt ist vollständig von der größeren Stadt Oakland umgeben. Die geographischen Koordinaten sind: 37,82° Nord, 122,23° West. Das Stadtgebiet hat eine Größe von 4,4 km².
Piedmont wurde im Jahre 1907 durch eine Volksabstimmung zur Stadt erhoben, um eine Eingemeindung der Siedlung durch das benachbarte Oakland zu vermeiden. Die Stadt ist eine kleine, wohlhabende Vorstadtgemeinde innerhalb der Metropolregion von San Francisco und zeichnet sich durch seine vielen Alleen, guten Schulen und eine niedrige Kriminalitätsrate aus. Die Immobilienpreise der Stadt liegen demzufolge deutlich über dem schon nicht geringen Niveau der Region San Francisco. 2007 setzte das Internet-Magazin CNN Money.com Piedmont, Kalifornien auf den 21. Platz der Liste der Top-Verdiener.

## Persönlichkeiten

### Söhne und Töchter der Stadt
- Cynthia Stevenson (* 1962), Schauspielerin
- Billie Joe Armstrong (* 1972), Rockmusiker der Band Green Day
- Alex Hirsch (* 1985), Animateur, Synchronsprecher, Serienproduzent

### Persönlichkeiten mit Bezug zur Stadt
- James Gamble (1826–1905), Telegrafist und Unternehmer
- Katharine Bushnell (1855–1946), Ärztin, Missionarin, Lehrerin, Sozialaktivistin und Frauenförderin, lebte ab 1904 in Piedmont.
- Jack London (1876–1916), Schriftsteller und Journalist, lebte einige Jahre mit seiner Familie in Piedmont.